# Vesmírná agentura Spojených arabských emirátů
Vesmírná agentura Spojených arabských emirátů je arabská státní společnost, která zajišťuje výzkum a vývoj umělých družic a dalších zařízení, které létají do vesmíru. Vznikla vyhláškou o vesmírném výzkumu z roku 2014. Ve vyhlášce stojí, že společnost může v souladu s ministerstvy neomezeně čerpat finance nutné k dosažení cílů kosmického programu. Centrum se nachází v Abú Dhabí, jediná pobočka se pak nachází v Dubaji.

## Historie
První kosmocký program Spojených arabských emirátů vytvořil šejk Zájid bin Sultán Ál Nahján, který zajistil spolupráci se Spojenými státy americkými na projektu Apollo, čímž vznikla společnost Thuraya, která v roce 1995 vytvořila první kosmický program. V témže roce vznikla nadace Emirates Foundation for Advanced Science and Technology, která podporovala vzdělání v oblasti věd a technologií. O rok později došlo ke sloučení společnosti s Vesmírným střediskem Mohammeda bin Rashida. V roce 2014 pak vznikla Vesmírná agentura Spojených arabských emirátů, pod kterou spadá jak vzdělávání v oblasti věd a technologií, které jsou nutné pro start a let do vesmíru, tak i tvorba těchto technologií.

## Zahraniční spolupráce
Arabský kosmický program zatím využívá pomoc mnoha zahraničních partnerů. Všechny rakety například startují z japonských kosmodromů a jsou vyráběny japonskou firmou Mitsubishi Heavy Industries. Velice úzké vztahy má organizace s Německou kosmickou agenturou, Britskou kosmickou agenturou, JAXA, NASA, Italian space agency (ASI), CSA (Canadian space agency) nebo CNSA (China national space administration).

## Klíčoví lidé
- Sarah al-Amiri – předsedkyně, ministryně pro pokročilé technologie
- Mohammed Al Ahbabi – generální ředitel Vesmírné agentury SAE
- sultán bin Salman Al-Saud – předseda představenstva Saudi sp.

## Projekty
- Emirates Mars Mission – sondy na oběžnou dráhu Marsu, orbiter Hope.[3]
- Satelit 813 – sleduje současné klimatické změny na Zemi, stav půdy a množství podzemních vod.
- GNSSaS – rozšíření dosavadního navigačního a pozičního systému.
- MenzSat – satelit vyvíjený studenty univerzit.